# Ebota de Dime

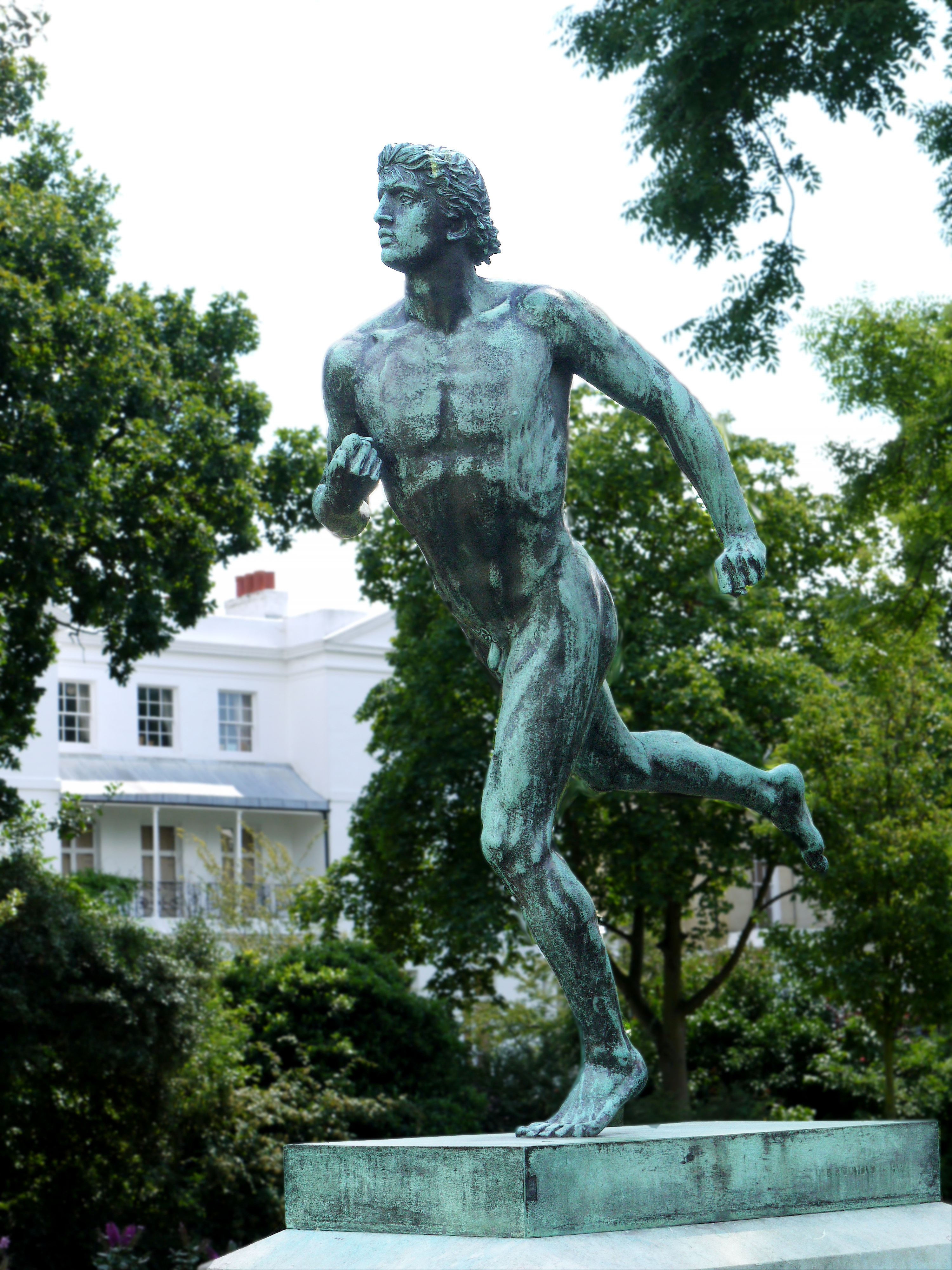
Escultura de corredor griego

Ebota (en griego, Οεβότας), hijo de Enias (no confundir con Eneas), fue un atleta de la Antigua Grecia de la ciudad de Dime (Acaya), que ganó el stadion en la VI Olimpiada en 756 a. C. El stadion era una carrera de aproximadamente 180 metros, que fue la única competición durante las primeras 13 olimpíadas.
Fue el primer ganador de Acaya, por ello se le dedicó una estatua en su honor, erigida en Olimpia. Fue luego tan importante para los aqueos que cuando uno iba a competir en las olimpíadas era necesario que realizara un sacrificio en honor a él. Si eran victoriosos, pondrían algunos regalos en la base de su estatua. Su tumba aun permanecía en las cercanías de Dime, su ciudad natal, en la época de Pausanias.